# Colors best of yt cover tracks vol.2
colors best of yt cover tracks vol.2（からーず・べすと・おぶ・わいてぃー・かばー・とらっくす・ぼりゅーむ・2）は、1999年7月7日にCONSIPIO RECORDSから発表された、高橋幸宏によるカバー曲のみのベストアルバム。全11曲収録。
前月6月17日には、colors best of yt cover tracks vol.1が発売されている。
いずれも紙ジャケット仕様で、同じイラスト（高橋幸宏と犬）の色違い（vol.1は赤色、vol.2は黄緑色）となっている。

## 曲目
colors best of yt cover tracks vol.2
1. DON'T THINK TWICE, IT'S ALL RIGHT
作詞・作曲:ボブ・ディラン
新録音
2. TAXMAN
作詞・作曲:ジョージ・ハリスン
『Mr. Y.T.』より
3. HOMBURG
作詞・作曲:キース・リード/ゲイリー・ブルッカー
新録音
4. THE LOOK OF LOVE
作詞・作曲:ハル・デビッド/バート・バカラック
『Fate of Gold』より
5. THIS ISLAND EARTH
作詞・作曲:ブライアン・フェリー
『薔薇色の明日』より
6. I NEED YOU
作詞・作曲:ジョージ・ハリスン
『A RAY OF HOPE』より
7. どんないいこと
作詞・作曲:大倉浩平/庄野賢一
『Portrait with No Name』より
8. WHAT THE WORLD NEEDS NOW IS LOVE
作詞・作曲:ハル・デビッド/バート・バカラック
新録音（『BROADCAST FROM HEAVEN』）
9. ノー・ノー・ボーイ
作詞・作曲:田辺昭知/かまやつひろし
かまやつひろし『SPIDERS COVERS』（1990年）より
10. 星屑の町
作詞・作曲:東条寿三郎/安部芳明
『Mr. Y.T.』より
11. THE APRIL FOOLS
作詞・作曲:ハル・デビッド/バート・バカラック
『薔薇色の明日』より